# Bieliny (województwo podkarpackie)

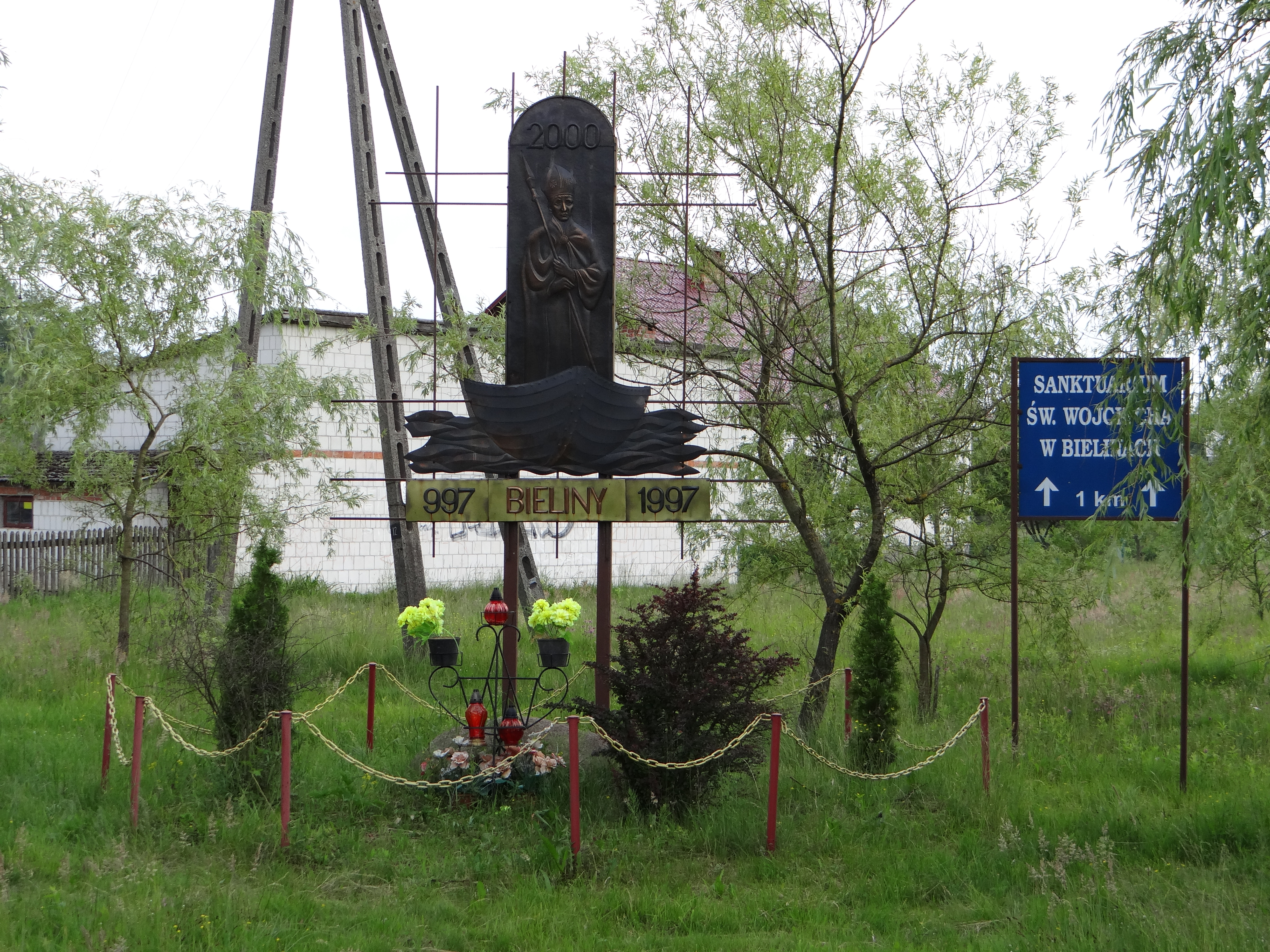
Tablica pamiątkowa w miejscowości

Bieliny – wieś w Polsce, położona w województwie podkarpackim, w powiecie niżańskim, w gminie Ulanów.
W miejscowości znajduje się Sanktuarium parafii Świętego Wojciecha. W strukturze Kościoła rzymskokatolickiego parafia należy do metropolii lubelskiej, diecezji sandomierskiej, dekanatu Ulanów.
| SIMC    | Nazwa    | Rodzaj    |
| ------- | -------- | --------- |
| 0989028 | Mokradło | część wsi |
| 1042992 | Niwa     | część wsi |
| 0989034 | Rędziny  | część wsi |

W latach 1954–1972 wieś należała i była siedzibą władz gromady Bieliny. W latach 1975–1998 miejscowość administracyjnie należała do województwa tarnobrzeskiego.

## Położenie geograficzne
Wieś Bieliny znajduje się w Kotlinie Sandomierskiej, (południowo-wschodni obszar Puszczy Sandomierskiej), w województwie podkarpackim, w gminie Ulanów, na prawym brzegu dolnego Sanu, w rejonie ujścia jego prawego dopływu Tanwi, na rozległej, piaszczystej równinie. Miejscowość ta od północy graniczy z Wólką Bielińską i Glinianką, od wschodu z gromadą Bukowina wraz z przysiółkiem Stok, od południa z Kamionką Dolną, od południowego wschodu i wschodu (przez San) z gromadą Chałupki oraz miastem Rudnik nad Sanem. Do Bielin należą przysiółki Mokradło i Rędziny. Kształt terenu gromady jest nieregularny. Dłuższą oś stanowi kierunek północno-południowy, krótsza wschodnio-zachodni. Południowa i zachodnia granica gromady opiera się o koryto Sanu. Bieliny stanowią wieś wielodrożną o nieregularnej choć zwartej zabudowie. Tu krzyżują się drogi z północy (Ulanów – Krzeszów) oraz z zachodu na wschód (Kopki – Bukowina). Przez miejscowość przebiega żółty szlak turystyczny z Sandomierza do Leżajska.

## Powstanie osady i jej nazwy
Powstanie osady o nazwie Bieliny związane było z położeniem jej nad ważną arterią rzeczną – Sanem. Zalążkiem osady stała się przystań, która nosiła nazwę „Targowisko”, znajdująca się u zbiegu dwóch rzek – Sanu i jego dopływu Tanwi. W miarę pozyskiwania nowych terenów pod osadnictwo z przyległej Puszczy Sandomierskiej, rozwinął się spław na Sanie. „Targowisko” rozrosło się w stację dla statków rzecznych. Według Długosza osada została nazwana „Szan przewosz”, co oznacza przewóz na Sanie. Zarówno „Targowisko” jak i „Szan przewosz”, znajdowały się na terenie dzisiejszych Bielin. Z biegiem czasu rozwinęła się w tym miejscu budowa statków rzecznych a następnie wymiana towarów. Równolegle z rozwojem przemysłu żeglarskiego powstawało flisactwo. Było to dodatkowe zajęcie mieszkańców osady. Badania nad archeologicznymi wykopaliskami dostarczyły wielu dowodów świadczących o wczesnym osadnictwie na tym terenie. Odnaleziono np. groby z urnami. Obecną nazwę wsi – Bieliny, miejscowa ludność wiąże z jasnymi, piaszczystymi glebami zalegającymi te tereny. Inna wersja mówi, że nazwa ta wywodzi się od przyziemnej byliny (tussilaga farfara), zwanej podbiałem, która porasta miejscowe podmokłe grunty.

## Pierwsi osadnicy
Brak dokumentów odnoszących się do okresu przedlokacyjnego i do samej lokacji bielińskiej osady, dlatego trudno ustalić jej początki. W kronice kościoła bielińskiego zamieszczona została notatka, którą uważa się za prawdziwą. Według niej w IX wieku nad Donem przebywał lud wialsko-fińsko-czudzki, zwany Uhnami (czyli Madziarami). Ów lud został zmuszony do wycofania się pod wodzą Lebeda nad Dniepr wskutek wojennych najazdów Pieczyngów. Jeden z oddziałów przesunął się na zachód ku Sanowi i tu osiadł. Wzmianka w kronice podaje, że pierwotny osadźca Bielin wywodził się z ojczyzny zwanej Lebedies. Obszar leśny wcześniej był zamieszkany przez tubylców, którzy trudnili się bartnictwem, smolarstwem, łowieniem zwierząt. Z czasem zaczęto zagospodarowywać tereny leśne i przygotowywać je pod uprawę. Już w czasie zagospodarowywania wspomniane tereny dostarczały zwierzyny, futer, miodu, owoców leśnych, drewna i węgla drzewnego. W okresie między IX a XV wiekiem osada rozwijała się na bazie handlowej portu rzecznego i rolnictwa (po kilku wiekach teren leśny udało się zamienić w teren uprawny). Z osady nadrzecznej Bieliny przekształciły się z czasem w wiejską jednostkę administracyjną. Nie wiadomo kto i na jakim prawie lokował wieś. Pewne jest, że Bieliny od początku stanowiły własność prywatną, co dawniej określano jako wieś szlachecka. Wieś ta w dalszych swych dziejach przechodziła z rąk do rąk prawem wykupu lub dzierżawy.

## Bieliny – wieś szlachecka i jej dziedzice

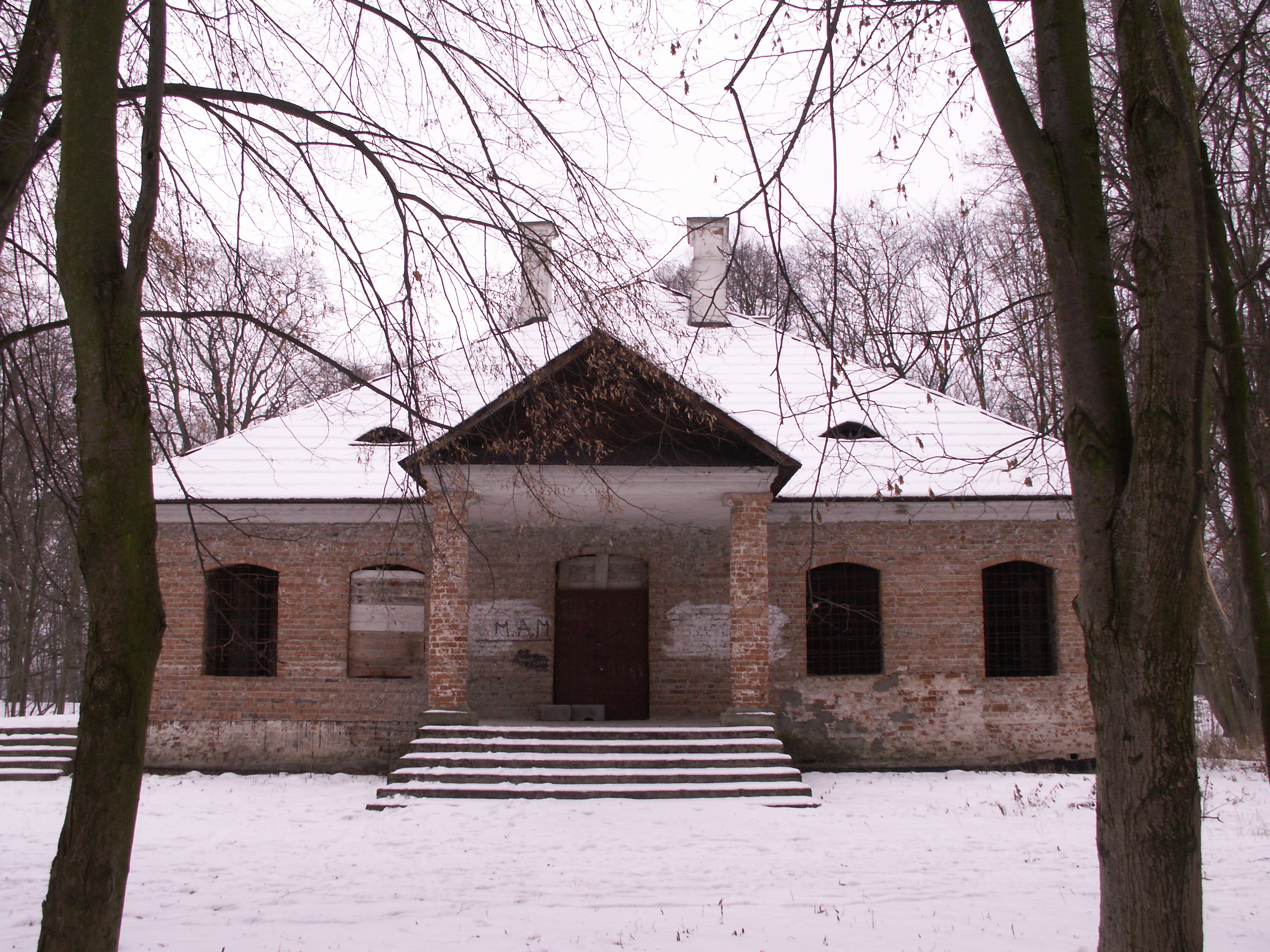
Bieliński dworek (obecnie remontowany)

Długosz podaje, że pierwszym właścicielem Bielin był dziedzic Jan Jugoszowski, pieczętujący się herbem Habdank. Był on również w posiadaniu Bielińca, Glinianki i wielu innych pobliskich miejscowości. Brat Jana Kielcius był bielińskim proboszczem. Posiadanie wsi przez Jugoszowskich przypadło na przełom XV i XVI wieku – w tym czasie odbył się podział dóbr ziemskich między braci Jana dziedzica i Kielciusa. Miało to miejsce po święcie św. Pryski w 1481 r. Na początku XVII w. wieś przejął podczaszy ziemi przemyskiej, dziedzic Bielin i Ulanowa, Stanisław Uliński. Siedzibą Ulińskich stało się pobliskie miasteczko – Ulanów. Brak wiadomości w jaki sposób doszło do zmiany właściciela. Przypuszcza się jednak, iż aktu tego dokonano na zasadzie kupna – sprzedaży. Stanisław Uliński oraz jego syn Jan Hilary Uliński, chorąży halicki, okazali się dobrymi gospodarzami Bielin. Ich staraniem powstał kościół w Ulanowie, który stał się filią kościoła bielińskiego.
W latach 50. XVIII w. właścicielką Bielin i Ulanowa została Elżbieta Anna Dulska, córka Michała Korybuta Wiśniowieckiego, żona ordynata Zamoyskiego, wojewodzina smoleńska. Ufundowała ona budowę okazałego, murowanego, barokowego kościoła w Bielinach.
W XIX w. doszło do kolejnej zmiany właściciela. Wieś znalazła się w posiadaniu hrabiów Mniszchów. Hrabia Alfons, jeden z braci Mniszchów, historyk, humanista, był fundatorem klasztoru Zgromadzenia Sióstr Dominikanek w Bielinach. Kolejną właścicielką była hrabina Jadwiga Mniszchowa, która w 1892 r. sprzedała wieś księciu Świerykieło i przeniosła się do Lwowa. Po nim Bielinami zarządzał dziedzic z Wojsławia Stefan Sękowski, od 1911 r. książę Smoliński, a następnie aż do 1944 r. książę Włodzimierz Alfons Czartoryski. Liczni właściciele Bielin pozostawili tutaj trwałe ślady swego włodarstwa. Wybudowano kościół, klasztor, pałac (zwany dworkiem). W dziedzinie kultury należy zwrócić uwagę na bogaty zbiór dzieł bibliograficznych, zbiór obrazów, wystrój wnętrza pałacu, wokół którego znajdował się rozległy park z rzadkimi okazami drzew i krzewów (dziś zachowany fragmentarycznie). Poza tym wielowiekowy kontakt dworu z miejscową ludnością wnosił wzory i innowacje w szerzeniu kultury rolnej.

## Kościół parafialny

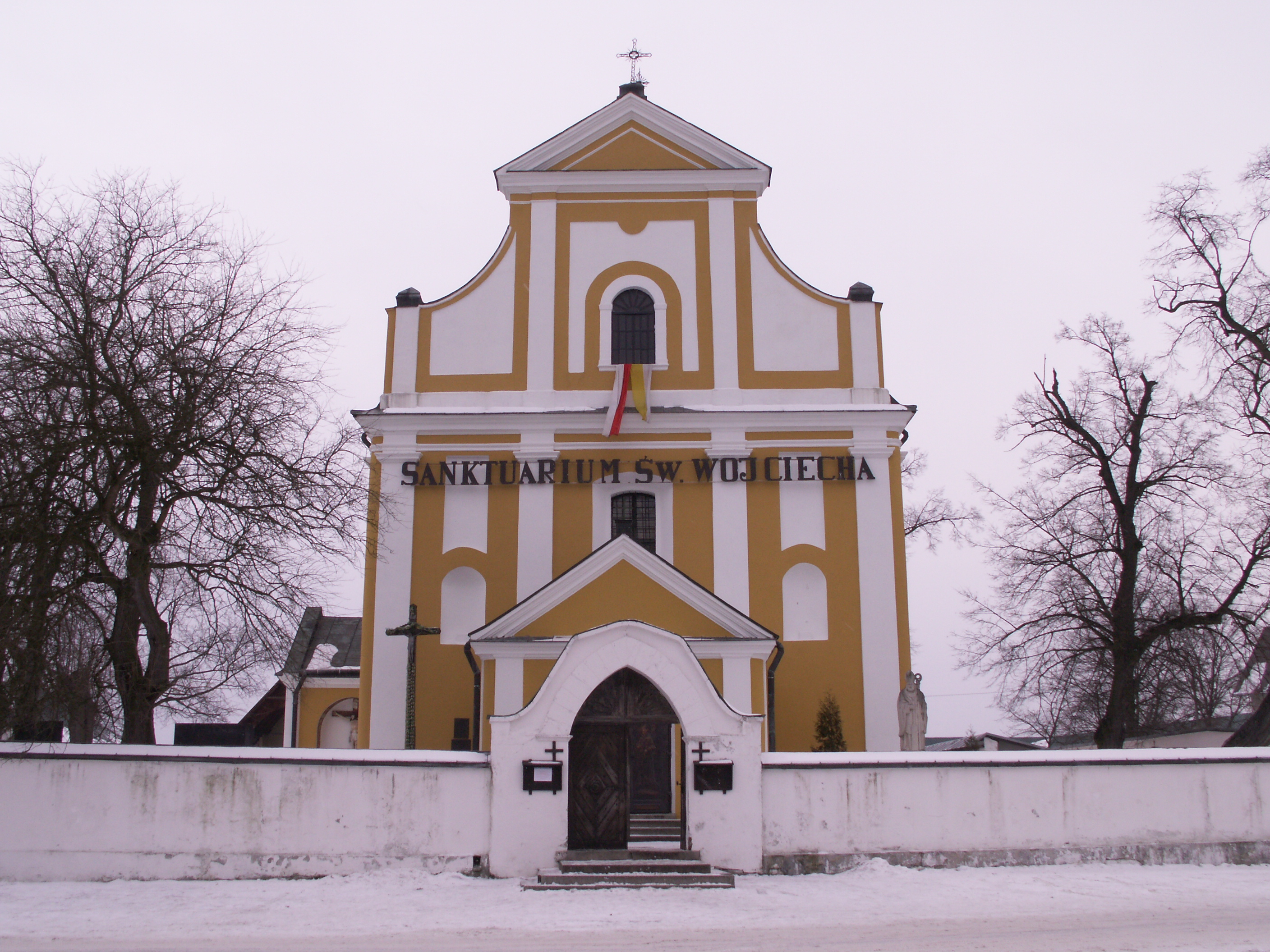
Kościół parafialny

Parafia w Bielinach powstała w 1241 roku i była tak duża, bo należały do niej między innymi Racławice, Nisko, Turbia, Górno, Ulanów. Swoim terytorium sięgała aż pod Trześń koło Sandomierza i Sokołów Małopolski koło Rzeszowa.
Dokumenty dotyczące historii kościoła parafialnego w Bielinach uległy zniszczeniu na skutek trzykrotnego pożaru kolejnych świątyń w latach 1662, 1711, 1753. Dlatego też brak wiadomości gdzie i kiedy usytuowany został pierwotny kościół. Kronika kościoła bielińskiego określa jednak istnienie kościoła już w pierwszej połowie XIV wieku, a ściślej w 1326 roku. W owym czasie plebanem kościoła miał być Czech, a parafia od samego początku należała do diecezji krakowskiej. Długosz w „Liber Beneficjorum” z 1529 r. wzmiankuje, że proboszczem był Kielcius Jagoszewski herbu Habdank, zaś dziedzicem Bielin jego brat Jan. Wspomina również o istnieniu drewnianego kościoła parafialnego pod wezwaniem św. Wojciecha. Wieś od najdawniejszych czasów znana jest z kultu św. Wojciecha. Mawia się tutaj nawet, że święty nawiedził tereny dzisiejszej wioski i parafii. Podczas obchodów jubileuszu tysiąclecia męczeńskiej śmierci świętego Wojciecha w 1997 roku dekretem ówczesnego ordynariusza sandomierskiego biskupa Wacława Świerzawskiego wiekowy kościół w Bielinach podniesiony został do rangi Sanktuarium świętego Wojciecha.
Kustosz sanktuarium, ks. kanonik Jan Jagodziński dzięki pomocy Kurii w Sandomierzu udało się w 1998 r. sprowadzić do sanktuarium relikwie św. Wojciecha z Gniezna. W tym samym czasie odnaleziono również relikwie św. Wojciecha, będące w posiadaniu parafii od najdawniejszych czasów. Sanktuarium św. Wojciecha w Bielinach stało się miejscem modlitwy do Boga za wstawiennictwem wielu świętych i błogosławionych bo w wiekowym kościele obecnie są szczątki wszystkich patronów Polski. Przechowywane są tutaj bowiem relikwie św. Stanisława Kostki, św. Stanisława Biskupa Męczennika, św. Jana Nepomucena, św. Józefa Sebastiana Pelczara, bł. ks. Jana Balickiego, bł. ks. Władysława Findysza. W grudniu 2013 roku do sanktuarium świętego Wojciecha w Bielinach uroczyście wprowadzono relikwie świętego Floriana które do Bielin przybyły z krakowskiego kościoła na Kleparzu. Spośród innych również ojca Pio czy relikwie ojca Kolbego. Liczba relikwii jest bliska setki.

## Zgromadzenie sióstr Dominikanek

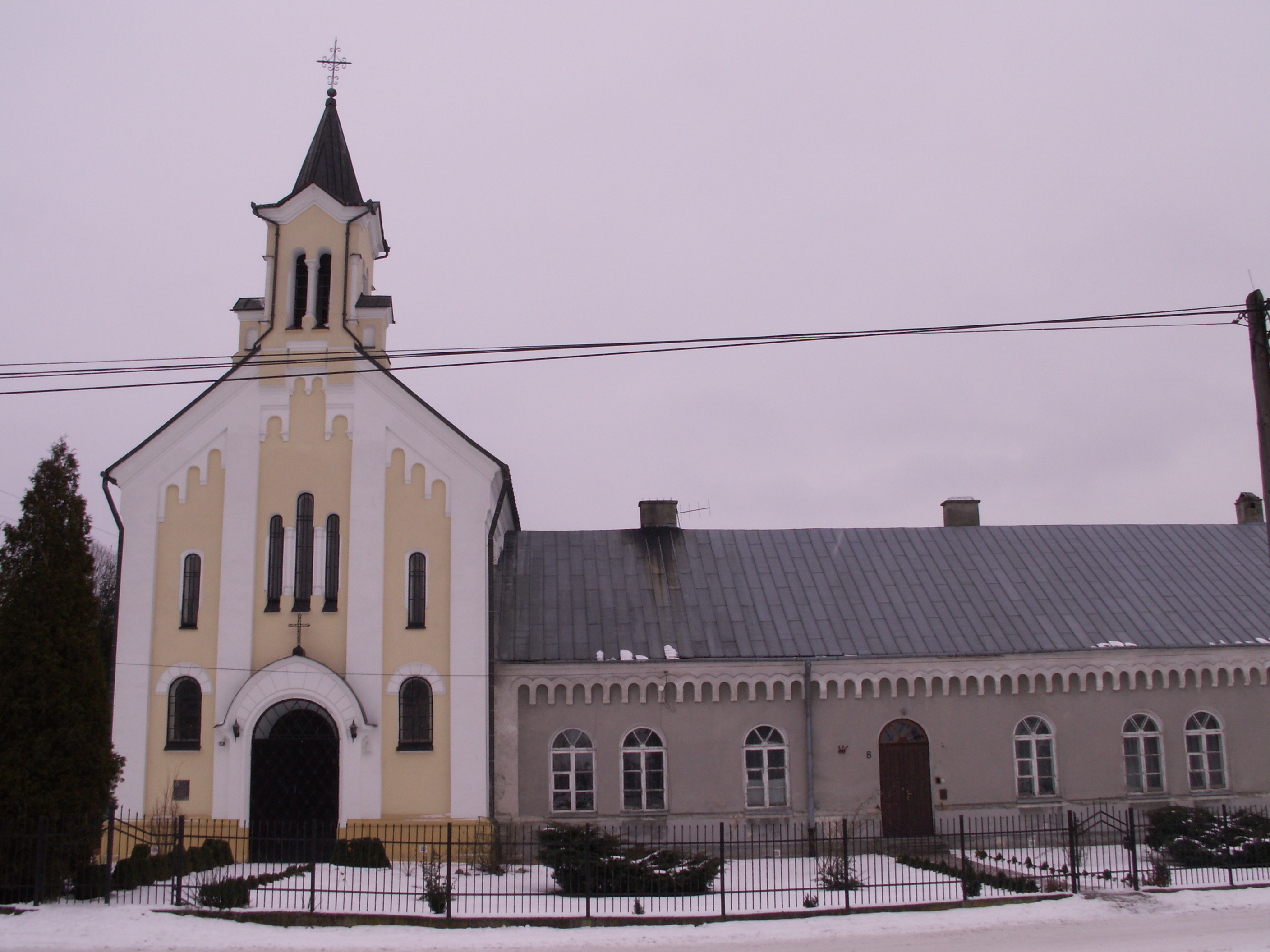
Klasztor i kościół Zgromadzenia Sióstr Dominikanek

Inicjatorem utworzenia filialnego domu sióstr Dominikanek z Wielowsi był ks. Wojciech Harmata, proboszcz w Bielinach. W 1869 r. pod przewodnictwem przełożonej klasztoru z Wielowsi, matki Marii Kolumby Białeckiej, nastąpiło uroczyste przyjęcie dwóch sióstr przez ks. Harmatę w Bielinach. Początkowo ich pobyt trwał dwa miesiące i stan taki powtarzał się rotacyjnie przez następne dwa lata. Początkowo siostry zamieszkiwały na plebanii na mocy szczególnego zezwolenia.
W 1876 r. został oddany do użytku sióstr murowany klasztor, kaplica oraz szkoła wzniesione dzięki ciężkiej pracy i ofiarności miejscowej ludności. Kaplicę poświęcono pw. św. Józefa Boskiego Piastuna i Oblubieńca N.M.P.

## Szkolnictwo
Od 1876 r. szkoła w Bielinach była szkołą przyklasztorną. Dopiero 21 lipca 1964 r. napis „Szkoła Podstawowa w Bielinach” został zdjęty z budynku klasztornego sióstr Dominikanek. 1 września 1964 r. odbyła się uroczystość otwarcia szkoły Tysiąclecia w Bielinach, której patronem został kpt. Julian Kaczmarczyk. Nowa szkoła posiadała 9 sal lekcyjnych, salę gimnastyczną, świetlicę, małą kuchnię i kilka innych pomieszczeń. W 1985 r. urządzono tu izbę pamięci poświęconą Julianowi Kaczmarczykowi, patronowi szkoły. W 1973 r. oddano również do użytku czterorodzinny Dom Nauczyciela wybudowany z funduszów państwowych.

## Ochotnicza Straż Pożarna
Pierwsza drużyna straży ogniowej w Bielinach powstała w latach 1878–1880. Jej założycielami byli ks. Wojciech Harmata, Jan Walas i Stanisław Kobylański. W 1923 r. wybudowano pierwszą remizę. W roku 1947 udało się sprowadzić z Krakowa pierwszy wóz bojowy Studebaker, który służył w jednostce kilka lat. 25 maja 1972 r. jednostka otrzymała samochód pożarniczy marki „Żuk" GLM. W 1981 r. odbyła się uroczystość z okazji wręczenia jednostce OSP Sztandaru i obchodów 100-lecia powstania Straży. Sztandar został udekorowany „Złotym Znakiem Związku". W latach 1985–1989 budowano nową remizę, którą oddano do użytku w dniu 17 maja 1989 r. Obecnym Prezesem Zarządu jest Piotr Surma. Baza techniczna OSP mieści się przy drodze powiatowej. W niedzielę 22 maja 2011 r. w Bielinach obchodzono powiatowy dzień strażaka oraz jubileusz 130-lecia Ochotniczej Straży Pożarnej w Bielinach z tej okazji Urząd Gminy i Miasta w Ulanowie wydał „Kronikę Ochotniczej Straży Pożarnej w Bielinach” autorstwa regionalisty Józefa Mroczka. Organizatorem obchodów była Komenda Powiatowa Państwowej Straży Pożarnej w Nisku, Oddział Powiatowy Związku OSP w Nisku oraz OSP w Bielinach. Obecna siła bojowa jednostki to lekki wóz bojowy GLBA 1/1,2 – Mercedes Benz 508 D oraz średni GBA 3/16 VOLVO 4X4 FL
Jednostka od grudnia 2017 roku jest włączona do KSRG.

## Publikacje
Benedykt Gajewski stworzył publikacje pt. Bieliny. Wieś nad Sanem (1991), Rys historyczny parafii Bieliny (1997).
Józef Mroczek autor wielu opracowań o tematyce religijnej, społecznej, historycznej, dokumentalnej. Wydał opracowanie pt. „Obiekty Sakralne Parafii Bieliny w roku 2006”, współautor wydanych opracowań pt. „Bieliny nad Sanem w poezji i fotografii” (2008) oraz „Święty Wojciech w Bielinach” (2012).